# Mansuphantes rossii
Mansuphantes rossii là một loài nhện trong họ Linyphiidae.
Loài này thuộc chi Mansuphantes. Mansuphantes rossii được Lodovico di Caporiacco miêu tả năm 1927.